# Lennart Carleson
Lennart Axel Edvard Carleson (Estocolmo, 18 de março de 1928) é um matemático sueco. Recebeu o Prêmio Abel, em 2006. Doutorado em 1950, orientado por Arne Beurling, pela Universidade de Uppsala. Aposentado pela Universidade de Uppsala, Real Instituto de Tecnologia e Universidade da Califórnia em Los Angeles.
Trabalhou especialmente com análise complexa, análise harmónica e sistemas dinâmicos. Conhecido mundialmente em 1966, por provar que a série de Fourier de uma função no espaço L² converge em quase todo ponto. Foi presidente da União Internacional de Matemática, entre 1978 e 1982.
Apesar de aposentado, continua ativo na pesquisa.

## Condecorações
- 1984: Prêmio Leroy P. Steele, da American Mathematical Society
- 1992: Prêmio Wolf de Matemática
- 2002: Medalha de Ouro Lomonossov, da Academia de Ciências da Rússia
- 2003: Medalha Sylvester, da Royal Society
- 23 de Março de 2006: Prémio Abel da Academia de Ciências da Noruega, equivalente ao Prêmio Nobel

## Obras
- Matematik för vår tid